# Кузьменко, Никита
Никита Кузьменко (укр. Микита Кузьменко; род. 29 октября 1989, Киев) — украинский кинооператор.

## Биография
Окончил Киевский национальный университет театра, кино и телевидения имени И. К. Карпенко-Карого по специальности кинооператор. После окончания университета получил грант и ещё три года учился в Польше, в киношколе Анджея Вайды, на режиссуре документальных фильмов. После этого работал в кино и рекламе ассистентом оператора в Швеции, Эстонии и Дании. Дважды работал с оператором Тимо Салминеном.

## Карьера
Среди его кинооператорских работ в полнометражном кино фильм «Живой костёр» (укр. «Жива ватра»), в 2015 получивший специальную награду жюри на фестивале документального кино Hot Docs в Торонто. В 2017 фильм победил в двух номинациях украинской национальной премии укр. «Золота дзиґа», в том числе за операторскую работу. В другом полнометражном фильме укр. «Давай танцюй!» он впервые выступил как оператор-постановщик. Оператор-постановщик фильма Памфир (2022).
Снимал музыкальные клипы Джамалы («Заплуталась»), Софи Вилли (Connected), Евы Бушминой («Не преступление»).